# Миминошвили, Алексей Яковлевич
Алексей Яковлевич Миминошвили (груз. ალექსი იაკობის ძე მიმინოშვილი; 3 [16] ноября 1911, Сухум, Сухумский округ — 12 февраля 1967, Тбилиси) — советский грузинский архитектор, Заслуженный деятель искусств Грузинской ССР, лауреат Сталинской премии (1950).

## Биография
Родился 3 (16) ноября 1911 года в Сухуми. С детства увлекался архитектурой. По окончании семи классов средней школы учился в Сухумском индустриально-техническом техникуме, а в 1933 году окончил Тбилисский инженерно-строительный институт по специальности «архитектор».
В разное время он руководил ведущими конструкторскими бюро Грузинской ССР. По его проекту были построены жилые дома в Сухуми, Тбилиси, главный корпус коньячного завода, гостиница в Цинандали, дегустационный зал и винный погреб в Дигоми, несколько важных предприятий пищевой промышленности. Он творчески использовал формы классической и национальной архитектуры, при этом смело вплетая в неё свои оригинальные идеи.
Умер 12 февраля 1967 года в Тбилиси. Похоронен Дидубийском пантеоне.

## Работы
- Жилой дом в Сухуми (1937—1939)[1]
- Жилые дома на улице Нико Николадзе в Тбилиси (1949)[1]
- Жилые дома в 1-м тупике Я. Николадзе в Тбилиси (1957)[1]
- Винный завод в Харагаули (1931—1933)[1]
- Планировка колхозов Адзюбжа, Хорга, Сагвамичао (1939—1940)[1]

## Награды и звания
- Сталинская премия третьей степени (1950) — за архитектуру жилого дома № 3 по улице Марти в Тбилиси
- Заслуженный деятель искусств Грузинской ССР